# La Condamine (Monaco)
Pour les articles homonymes, voir Condamine.
La Condamine (monégasque : A Cundamina) est le quartier commerçant de Monaco situé entre le Rocher (Monaco-Ville) à l’ouest et Monte-Carlo à l’est, c’est-à-dire derrière le port Hercule.
Ce quartier est célèbre pour être le lieu de départ et d’arrivée du Grand Prix automobile de Monaco.
La Condamine est divisée en quatre quartiers : la Condamine, Jardin exotique, les Moneghetti et le Ravin de Sainte-Dévote.

## Géographie
Le quartier occupe un vallon que franchissait le viaduc du chemin de fer (aujourd’hui la voie ferrée passe en tunnel) devenu routier et reliant le quartier et Monte-Carlo.

## Toponymie

### Étymologie
Du bas latin *condominium désignant au Moyen Âge une terre, proche du château, réservée au seigneur et exempte de droits, ou quelquefois un terroir soumis à deux seigneurs.

## Histoire
La constitution monégasque de 1911 crée trois communes : la Condamine est alors une des trois communes de la principauté. C'est là que meurt Fernand Forest en 1914. Une commune unique est réinstituée en 1918.

## Culture locale et patrimoine

### Lieux et monuments
- Église Sainte-Dévote, restaurée au XIXe siècle ; autel de marbre du XVIIIe siècle.
- Port Hercule

### Légende
Sainte Dévote fut martyrisée en Corse au IIIe siècle. Suivant la tradition, la barque qui devait transporter son corps vers la terre africaine, fut prise dans la tempête, une colombe la guida alors vers la rive européenne et aborda à Monaco. Au Moyen Âge, les reliques de la sainte furent volées et emportées en barque. Mais, les malfaiteurs ayant été rejoints, leur barque fut brûlée. C’est l’origine de la cérémonie qui se célèbre le 26 janvier de chaque année et au cours de laquelle on brûle une barque sur le parvis de l’église votive. Le lendemain a lieu une imposante procession.